# Mega Man Legends 3
Mega Man Legends 3, conocido en Japón como Rockman DASH 3 (ロックマンDASH 3 Rokkuman Dasshu Tsūri?), es un juego cancelado secuela de Mega Man Legends 2, y tercer juego de la serie Mega Man Legends. Se anunció para Nintendo 3DS el 29 de septiembre de 2010, durante una conferencia de prensa de Nintendo para 3DS, 10 años a la fecha de salida americana de Mega Man Legends 2. La información detallada sobre el juego se iba a dar a conocer en la New York Comic Con en octubre del 2010 como dijo Eguchi, director de Mega Man Legends 3.

## Trama
La historia del juego hubiera continuado justo después de los eventos de Mega Man Legends 2. Dos nuevos personajes, Aero y Barrett, se unirían a los que regresan para ayudar a rescatar al protagonista, Mega Man Volnutt, de Elysium. Chris Hoffman de Nintendo Power implicó que el juego final pudo haberse centrado en un elemento misterioso conocido como Klicke Lafonica y las consecuencias del Sistema Elder que se reactivaron al final de Legends 2.

## Cancelado
El 18 de julio de 2011, anunciaron la cancelación de este juego, y no hay planes para publicarlo en un futuro.
A pesar de esto, Inafune mostró su interés por continuar el juego, sin embargo Capcom se ha negado a que Inafune trabaje desde su propia empresa rescatando el proyecto cancelado.
"Les dije que quería fundar mi propia compañía y abandonar Capcom. No obstante, dije que estaba listo para hacer un contrato con ellos de manera que pudiera seguir trabajando en todos los proyectos que tenía empezados. No podía hacer nuevos contratos con otras editoras por si Capcom estaba de acuerdo con la proposición, pero quería ver terminados todos esos proyectos. Pero no pudo ser. Me respondieron 'no necesitamos hacer eso'" (Kenji inafune, entrevista en Todo Juegos).